# Traci Braxton
Pour les articles homonymes, voir Braxton.
Traci Braxton, née le 2 avril 1971 à Severn et morte le 12 mars 2022, est une autrice-interprète, présentatrice radio, personnalité de la télévision et philanthrope américaine.
Elle débuta dans le groupe The Braxtons, qu'elle forma avec ses quatre sœurs : Tamar, Trina, Towanda et Toni.
En 2011, elle participe avec ses sœurs dont elle avait formé le groupe The Braxtons à leur propre télé-réalité nommée Braxton Family Values.
En 2013, elle obtient sa propre émission de radio intitulée The Traci Braxton Show, qui est un succès aux États-Unis.
En 2014, elle publie son 1er opus : Crash & Burn, précédé du single Last Call. La chanson atteint la 16e meilleure place au Billboard R&B Songs. L'album Crash & Burn débute à la 18e position du Top R&B/Hip-Hop Albums et à la 11e place du Billboard R&B Albums, en se vendant à plus de 4 000 exemplaires dès la 1re semaine de sa sortie. Il arrive également à la 1re place du classement Heatseekers albums chart.
En 2018, elle publie les singles Broken Things, ainsi que Lifeline, extraits de son second opus On Earth,,. Dans un même temps, elle fait ses débuts en tant qu'actrice dans le film Sinners Wanted.

## Biographie

### Enfance
Traci Renee Braxton née en Severn dans le Maryland, est la fille de Michael et Evelyn Braxton. Les enfants Braxton sont finalement entrés dans la chorale de l'église dont leur père, Michael Braxton, était pasteur.

### 1990–1997: début de carrière et The Braxtons
Toni, Towanda, Trina, Tamar et Traci ont signé leur premier contrat d'enregistrement avec Arista Records en 1989 sous le nom de groupe The Braxtons. En 1990, le groupe sort son premier single, intitulé Good Life, qui est le seul et unique titre en tant que quintette. Good Life s’érige à la 79e place du Billboard Hot R & B / Hip-Hop Singles. Au moment de la sortie du single, les différences d'âge des membres ont créé un problème avec le marketing. Par la suite, The Braxtons se sépare de Arista Records.
En 1991, au cours d’un showcase avec Antonio "L. A." Reid et Kenneth "Babyface" Edmonds, qui étaient dans le processus de formation de LaFace Records, Toni Braxton, la cadette du groupe, a été choisie et signée comme première artiste féminine du label. À l'époque, les membres restants ont été informés que LaFace Records ne cherchait pas un autre groupe de fille, car il venait de signer TLC,.
Après le départ de Toni, du groupe en 1991, les membres restants sont devenus les choristes pour la première tournée américaine de Toni. Tamar, Towanda, Trina et Traci apparaissent également dans la vidéo du troisième single de leur sœur Toni Braxton, Seven Whole Days, extrait de son premier album éponyme album. En 1993, le vice-président de LaFace Records, Bryant Reid, a signé le groupe The Braxtons sur le label,. Toutefois, le groupe n'a jamais sorti un album ou un single pour ce label,. Lorsque Reid a ensuite travaillé pour Atlantic Records, il convainc les dirigeants de LaFace Records de reprendre le groupe et de le signer sur Atlantic Records,. Il a été rapporté dans le magazine Vibe que, en 1995, Traci Braxton avait quitté le groupe pour poursuivre une carrière en tant que conseiller auprès des jeunes. Cependant, il n'a pas été confirmé jusqu'à un aspect promotionnel 2011 sur le Mo'Nique Show, que Traci n'a pas été autorisé à signer avec Atlantic en raison de sa grossesse à l'époque.

### 1998-2010: autres activités
En parallèle, Traci Braxton intervient pour les causes des enfants handicapés, du cancer, du diabète, participe en tant que conférencière à divers organismes de bienfaisance afin d'aider les femmes à travers le monde qui sont confrontées à des violences domestiques.
En 2010, elle apparaît avec sa mère Evelyn ainsi que de ses sœurs Tamar, Trina et Towanda, dans le vidéo clip Make My Heart, de son autre sœur Toni.

### 2011-2014: télé-réalité, succès à la radio et début de carrière musicale
En janvier 2011, la chaîne WEtv confirme qu'elle a signé Toni Braxton pour une série de télé-réalité, intitulée Braxton Family Values, basée d'après les relations entres Toni, sa mère Evelyn et sœurs : Trina, Towanda, Tamar et Traci. La série débute le 12 avril 2011 et attire 350 000 spectateurs, ce qui est un énorme succès d'audiences pour cette chaîne du câble. De ce fait, elle est renouvelée pour plusieurs saisons supplémentaires et à même le droit à une série dérivée prénommée Tamar & Vince, basée sur la vie de sa sœur Tamar Braxton, qui débute le 19 décembre 2011.
En 2012, elle apparaît avec sa sœur Tamar dans le vidéoclip Party Or Go Home, chanson à succès de son autre sœur Trina.
En 2013, elle obtient sa propre émission de radio intitulée The Traci Braxton Show, qui est un succès aux États-Unis. La même année apparait avec son mari dans l'émission de télé-réalité Marriage Boot Camp et signe sur le label Entertainment One pour la sortie d'un opus.
Le 7 octobre 2014, elle publie son premier album prénommé Crash & Burn, précédé du 1er single Last Call, qui sort 15 juillet 2014. La chanson atteint la 16e meilleure place au Billboard R&B Songs. Le vidéoclip qui accompagne la chanson est réalisé par Jakob Owens. Il y dévoile Traci en train d'attendre son petit ami et de discuter dans son jardin avec lui. À noter que dans le vidéoclip de la chanson, apparaissent Toni, Tamar et Trina. Traci Braxton Last Call vidéo officielle Youtube
L'album Crash & Burn débute à la 18e position du Top R&B/Hip-Hop Albums et à la 11e place du Billboard R&B Albums, en se vendant à plus de 4000 exemplaires dès la 1re semaine de sa sortie. Il arrive également à la 1re place du classement Heatseekers albums chart.

### 2015-2022: retour avec le groupeThe Braxtonsvia un album de Noël, second album et films
Le 14 mars 2015, Traci Braxton est l'une des trois juges de la cérémonie de Mrs. Dc America 2015. En octobre 2015, il est confirmé que le groupe The Braxtons en tant que cinq membres, incluant : Traci, Toni, Tamar, Trina et Towanda, sortira un album de noël intitulé Braxton Family Christmas, prévu pour le 30 octobre 2015. L'annonce a créé l'évènement, car c'est la 1re fois que le groupe rechantera en tant que quintet, après 25 ans d'absence et de projets solos,. Braxton Family Christmas débute à la 27e place du Billboard R&B/Hip-Hop Albums, au 10e rang du US R&B Chart et atteint la 12e position du US Top Holiday Albums le 21 novembre 2015,. Il atteint la 1re meilleure position au Heatseekers Albums le 12 décembre 2015.
Le 17 mai 2016, il est annoncé via l'émission Braxton Family Values qu'elle publiera à la fin de 2016, un nouveau single intitulé Body Shots, extrait de son second album à venir, mais celui-ci est finalement annulé.
Le 21 mai 2017, elle est à l'affiche de la pièce de théâtre There's a Stranger in My House. Le 26 septembre 2017, Braxton apparaît en featuring sur le single  "Moonlight", du rappeur Kokayi.
Le 20 avril 2018, elle publie le single "Broken Things" en featuring Toni, Towanda et Trina,,. Le 3 aout 2018, elle dévoile "Lifeline", extrait de son second album intitulé On Earth, qui sort le 24 aout 2018. Dès le jour de sa sortie, l'opus se classe à la 24e place du Billboard R&B Album Sales chart. Dans un même temps, elle fait ses débuts en tant qu'actrice dans le film Sinners Wanted.
Le 13 juin 2019, elle obtient un rôle dans le film All In, comprenant en vedette la rappeuse Lil Mama.

### Vie privée
Traci Braxton a été mariée à Kevin Suratt de 2003 à 2014. Ensemble, ils ont un fils, prénommé Kevin Suratt Junior (né le 10 janvier 1996).

### Mort
Traci Braxton meurt le 11 mars 2022 à l'âge de 50 ans d'un cancer de l’œsophage.

## Philanthropie
En parallèle, Traci Braxton intervient pour les causes des enfants handicapés, du cancer, du diabète, participe en tant que conférencière à divers organismes de bienfaisance afin d'aider les femmes à travers le monde qui sont confrontées à des violences domestiques.

## Discographie

### Albums studio
- 2014 : Crash & Burn
- 2018 : On Earth

## Filmographie
- 2018 : Sinners Wanted : Nana
- 2019 : All In : Foster Mom

## Télé-réalité
- 2011 - présent : Braxton Family Values
- 2013 : Marriage Boot Camp

## Émission de radio
- 2013 - présent : The Traci Braxton Show

## Pièces de théâtre
- 2017 : There's A Stranger In My House